# Elousa famelica
Elousa famelica là một loài bướm đêm trong họ Erebidae.